# Thuridilla
Thuridilla Bergh, 1872 è un genere di molluschi sacoglossi della famiglia Plakobranchidae.

## Tassonomia
Comprende le seguenti specie:
- Thuridilla albopustulosa Gosliner, 1995
- Thuridilla carlsoni Gosliner, 1995
- Thuridilla coerulea Kelaart, 1857
- Thuridilla decorata Heller & Thompson, 1983
- Thuridilla flavomaculata Gosliner, 1995
- Thuridilla gracilis Risbec, 1928
- Thuridilla hoffae Gosliner, 1995
- Thuridilla hopei Vérany, 1853
- Thuridilla indopacifica Gosliner, 1995
- Thuridilla kathae Gosliner, 1995
- Thuridilla lineolata (Bergh, 1905)
- Thuridilla livida Baba, 1955
- Thuridilla malaquita Ortea & Buske, 2014
- Thuridilla mazda Ortea & Espinosa, 2000
- Thuridilla moebii Bergh, 1888
- Thuridilla multimarginata Gosliner, 1995
- Thuridilla neona Gosliner, 1995
- Thuridilla picta A. E. Verrill, 1901
- Thuridilla splendens Baba, 1949
- Thuridilla thysanopoda Bergh, 1905
- Thuridilla undula Gosliner, 1995
- Thuridilla vataae Risbec, 1928
- Thuridilla virgata Bergh, 1888